# قاضی (فیلم ۱۹۸۶)
قاضی (به هندی: Dharm Adhikari) یا مأمور مذهبی فیلمی محصول سال ۱۹۸۶ و به کارگردانی کی. راگاوندرا رائو است. در این فیلم بازیگرانی همچون دیلیپ کومار، روهینی هاتانگادی، جیتندرا، سری دوی، پران، قادرخان، شاکتی کاپور، آسرانی ایفای نقش کرده‌اند.